# طلال رفعت
طلال رفعت هو فنان بصري عراقي، مصمّم ومصمم مواد متعددة الأوساط.
ولد في كركوك عام 1957، هو خريج كليّة الهندسة المعمارية في جامعة الشرق الأوسط التقنية في أنقرة في تركيا. بعد العمل لقسم أنقرة من المدينة والتخطيط الإقليمي، استقرَّ في ألمانيا في عام 1985. منذ عام 1990 عمل كمدرب فَنِّي للوحات ورسومات. يعيش الآن في ألمانيا في مدينة باد بينثيم.

## وصلات خارجية
- موقعه الرسمي على الشبكة العنكبوتية
- المعادلة العراقية